# Iktyos
Iktyos är ett samlingsnamn för ett flertal ärftliga hudsjukdomar, så kallade gendermatoser. Sjukdomen karakteriseras av att patientens hud är torr, sträv, förtjockad och fjällig hud på hela eller delar av kroppen. En del har även en rodnad hud eller hud med blåsor. Det finns åtminstone 28 olika typer, de flesta mycket sällsynta. Den nuvarande indelningen av iktyos har baserats på hudens utseende och sjukdomens ärftlighetsgång.